# 艾查殊體育會
艾查殊體育會（阿拉伯语：‎）是一家已解散足球會。2007年，成立于卡塔尔多哈市迪海尔区，是卡塔尔足球协会属下的一个俱乐部。创队第一年就从卡塔尔足球乙级联赛升级至卡塔爾星級足球聯賽。2017年，球會併入歷基韋亞當中，組成艾杜哈尼。

## 历史
艾查殊体育俱乐部在2011年宣布公开从体育征程成立一个新纪元而成为最发达和现代化的卡塔尔州体育俱乐部。它在征战卡塔爾星級足球聯賽的第一赛季，该俱乐部完成以2分之差落后歷基韋亞而屈居亚军，而第一次杀进亚足联冠军联赛的局面。

## 荣誉
- 卡塔爾星級足球聯賽：1次
  - 2012–13
- 卡塔爾足球乙級聯賽：1次
  - 2010–11